# 세이카이샤
주식회사 세이카이샤(일본어: 株式会社星海社 가부시키가이샤 세이카이샤[*], 성해사, 영어: STAR SEAS COMPANY)는 도쿄도 분쿄구 오토와에 본사를 둔 일본의 출판사다. 코단샤를 중심으로 한 오토와 그룹에 속한다.

## 연혁
코단샤의 100% 출자 자회사다. 출판사로서는 기획·편집 만을 담당하고 있으며, 판매면은 코단샤에 업무 위탁되고 있다.
웹사이트를 중심으로 한 출판의 확립을 목표로, 2010년 9월 15일에 '최전선'을 개설했다.
2011년 9월 21일에는 새 레이블 '세이카이샤 신서'가 창간되었다.
초대 대표이사 사장은 스기하라 미키노스케. 초대 부사장은 오타 카츠시. 2020년 2월 25일 주주총회에서 대표이사 사장 후지사키 타카시가 퇴임하여 오타가 대표이사 사장으로 승격했다.

## 레이블
- 세이카이샤 FICTIONS
- 세이카이샤 문고
- 세이카이샤 신서
- 세이카이사 COMICS